# مانی رودریگز (بازیکن فوتبال)
مانی رودریگز (انگلیسی: Manny Rodríguez؛ زادهٔ ۲۳ مهٔ ۱۹۹۸) بازیکن فوتبال اهل جمهوری دومینیکن است.
وی همچنین در تیم‌های ملی فوتبال جمهوری دومینیکن بازی کرده‌است.